# Fons de resposta solidària COVID-19
El fons de resposta solidària COVID-19 és un fons global per donar suport a la tasca de l'Organització Mundial de la Salut en la contenció de la pandèmia per coronavirus de 2019-2020. Va ser llançat el 13 de març de 2020 pel director general de l'OMS a Ginebra, Suïssa. El fons de resposta té com a objectiu "donar suport a la tasca de l'OMS per rastrejar i entendre la propagació del virus; garantir que els pacients rebin l'atenció que necessiten i els treballadors de primera línia rebin subministraments i informació essencials, i accelerar els esforços per desenvolupar vacunes, proves i tractaments". Grans empreses, com Facebook, H&M i Google, han fet donacions al Fons de resposta solidària, com també ho han fet diverses persones a nivell personal.